# Солнечногорск
Солнечного́рск — город в Московской области России. Административный центр городского округа Солнечногорск. Ранее был центром Солнечногорского района. Население — 47 514 чел. (2024). Населённый пункт воинской доблести.

## География
Расположен к северо-западу от Москвы (44 км от МКАД) на Клинско-Дмитровской гряде, на берегу озера Сенежского. Площадь города — 21 км². Средняя температура июля составляет 19,1 °С, средняя температура января — −9,1 °С. 

## История
В XVII веке на месте современного города пролегал проезжий тракт, соединявший Москву и Великий Новгород. Справа от тракта располагалось село Никольское-Гущино Берендеевского стана Дмитровского уезда. Первое упоминание в писцовой книге в 1627 году: 
За Николаем Алексеевичем, сыном Хлопова старая вотчина, по жалованной грамоте село Никольское-Гущино у Сенежа озера; в селе деревянная церковь Николая Чудотворца, двор вотчинников, двор приказчика, три двора деловых людей.
Слева, в 2-х км от тракта, находилось село Телешово, в селе также была церковь Николая Чудотворца, она упоминается в писцовой книге Дмитровского уезда за 1627 год, в 1678 году в переписных книгах на этом месте упоминается уже церковь Всемилостивого Спаса.
В XVIII веке на Петербургском тракте, между Пешковским ямом и Новским станом, возле имения гвардии поручика Петра Хлопова возникло село Гомзино, значилось оно в Клинском уезде. Село стало второй почтовой станцией по пути из Москвы в Санкт-Петербург. В селе были построены гостиница и императорский путевой дворец. Позже оно стало называться деревней Солнышная, а ещё позже, за красоту холмистой местности, получило поэтическое название Солнечная Гора.

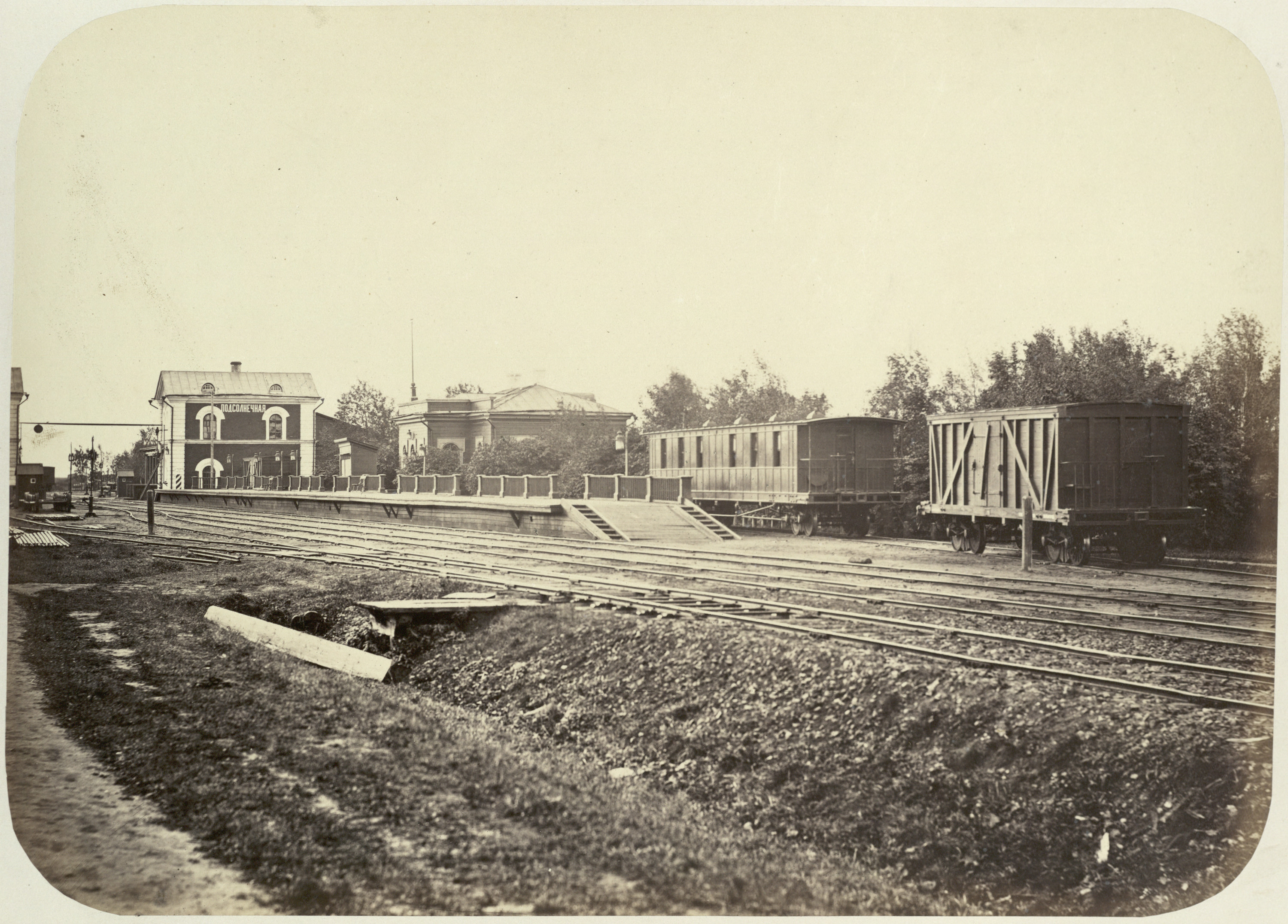
Станция Подсолнечная,
1855—1864 гг.

В 1851 году открыто движение по Николаевской (ныне Октябрьская) железной дороге, появилась станция Подсолнечная и посёлок при станции Подсолнечный.
В середине XIX века деревня Солнечная гора 1-го стана Клинского уезда Московской губернии принадлежала князю Львову и дочери надворного советника — Варваре Александровне Грязновой, в деревне был 41 двор, крестьян 148 душ мужского пола и 160 душ женского, еженедельно по вторникам проводились ярмарки.
В «Списке населённых мест» 1862 года — владельческая деревня 1-го стана Клинского уезда на Санкт-Петербурго-Московском шоссе от Клина к Москве и по линии Николаевской железной дороги, в 21 версте от уездного города и становой квартиры, при реках Москве и Волге, с 33 дворами, почтовой и железнодорожной станциями, ярмаркой и 310 жителями (149 мужчин, 161 женщина).
В 1864 году открылась фабрика ткацко-шерстяных изделий. В 1882 году она перешла во владение известным московским текстильным фабрикантам Прохоровым. Тогда же открылась мастерская по изготовлению металлических сит.
В 1886 году деревня Солнечная Гора входила в состав Обуховской волости Клинского уезда, насчитывалось 46 дворов, проживало 224 человека; располагалась становая квартира, имелись школа, богадельня, почтовая контора, три лавки, постоялый двор, миткальная фабрика.
В 1890 году — административный центр Солнечногорской волости Клинского уезда, в селе 585 жителей, располагались квартира пристава 1-го стана, волостное правление, земское училище, больница, почтово-телеграфная контора и квартира урядника.
В 1903 году открылся кустарный стеклоделательный завод.
По данным на 1911 год число дворов составляло 50, имелись земское училище, земская больница, почтово-телеграфная контора, фабрика, ресторан 2-го разряда, два трактира 3-го разряда, квартира урядника.
По материалам Всесоюзной переписи населения 1926 года — административный центр Солнечногорского сельсовета Солнечногорской волости Клинского уезда на Ленинградском шоссе, у станции Подсолнечная Октябрьской железной дороги; проживало 1084 человека (497 мужчин, 587 женщин), насчитывалось 302 хозяйства, из которых 44 крестьянских; также указан посёлок Солнечная Гора с 494 жителями.
В 1928 году образован рабочий посёлок Солнечногорский. В 1929 году он стал центром Солнечногорского района, упразднённого в 1957 году в пользу Химкинского района.
26 декабря 1938 года посёлок получил статус города районного подчинения и современное название.
Во время Великой Отечественной войны 22 ноября 1941 года город был занят частями фашистской германской армии. В декабре 1941 года в ходе московской битвы происходили ожесточённые бои. Город был освобождён 12 декабря 1941 года в ходе Клинско-Солнечногорской наступательной операции воинами 31 танковой бригады, 35, 55 и 64 отдельной морской стрелковыми бригадами.
В 1960 году Солнечногорск вновь стал центром восстановленного Солнечногорского района, при этом не войдя в его состав, так как одновременно он стал городом областного значения. 
В 1970 году началось строительство микрорайона Рекинцо и закладка парка Победы на юго-востоке города.
1 февраля 2001 года Законом Московской области от 17 января 2001 года № 12/2001-ОЗ город Солнечногорск утратил статус города областного подчинения и включён в состав Солнечногорского района, просуществовавшего до 2019 года.

Вид на улицу Красную, 2003 г.

17 мая 2004 года в черту города включены посёлок Дома отдыха и творчества-1 Вертлинского сельского округа и посёлок Дома отдыха «Солнечногорск» Мошницкого сельского округа.
В 2005—2019 годах город являлся административным центром Солнечногорского муниципального района и городского поселения Солнечногорск в его составе. 
В 2019 году с упразднением района, Солнечногорск вновь стал городом областного подчинения, а также административным центром новообразованного городского округа Солнечногорск.
30 апреля 2015 года постановлением Московской областной Думы городу присвоено почётное звание «Населённый пункт воинской доблести».
В 1918—2009 годах здесь функционировали курсы комсостава «Выстрел».
В честь города названы улица и проезд в Москве.

## Население
| 1852    | 1859    | 1886    | 1890    | 1926    | 1931    | 1939    | 1959    | 1967    | 1970    |
| ------- | ------- | ------- | ------- | ------- | ------- | ------- | ------- | ------- | ------- |
| 308     | ↗310    | ↘224    | ↗585    | ↗1084   | ↗4300   | ↗13 548 | ↗24 214 | ↗30 000 | ↗33 482 |
| 1979    | 1986    | 1987    | 1989    | 1992    | 1996    | 1998    | 2001    | 2002    | 2003    |
| ↗47 957 | ↗53 000 | →53 000 | ↗55 554 | ↗57 000 | ↗58 000 | ↗58 100 | ↘57 600 | ↗58 374 | ↗58 400 |
| 2005    | 2006    | 2007    | 2009    | 2010    | 2011    | 2012    | 2013    | 2014    | 2015    |
| ↘58 000 | ↗58 374 | ↘57 200 | ↘56 610 | ↘52 944 | ↘52 900 | ↗53 072 | ↘52 966 | ↘52 775 | ↘52 554 |
| 2016    | 2017    | 2018    | 2019    | 2020    | 2021    | 2023    | 2024    |         |         |
| ↘52 446 | ↗52 642 | ↘51 919 | ↘51 612 | ↘50 169 | ↘48 413 | ↗48 489 | ↘47 514 |         |         |

На 1 января 2025 года по численности населения город находился на 321-м месте из 1124 городов Российской Федерации.

## Экономика
- «Солстек» — производство стеклотары медицинского назначения.
- «Лепсе» — производство металлических сеток.
- «СУМиАТ» — аренда спецтехники и доставка сыпучих материалов.

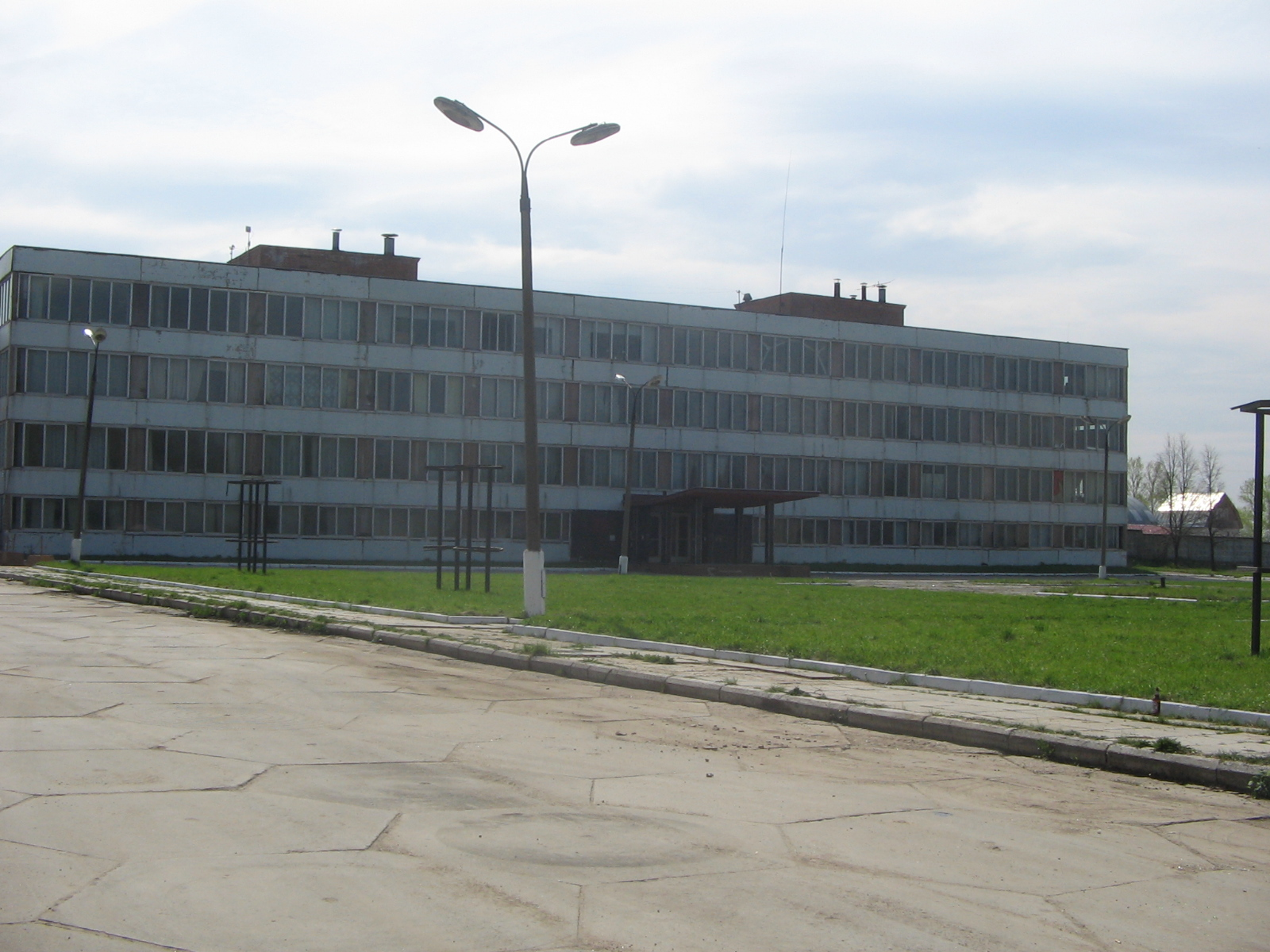
«ЦМИС», 2008 г.

- «ЦМИС» — испытательный центр сельскохозяйственной техники.
- «СОЭМЗ» — производство упаковки из бумажной массы.
- «СЭМЗ» — производство радиоэлектронной аппаратуры.
- «СолЗМК» — производство металлоконструкций.
- «СЗМ» — завод металлоизделий.
- «СМЗ» — производство парашютно-десантной техники.
- «Софос» — завод по производству светопрозрачных конструкций.
- «Завод новых полимеров „Сенеж“» — производство полиэтилентерефталата.
- «Фростор Групп» — производство морозильного оборудования.
- «Накал» — производство оборудования для термической обработки.
- «Термопроцесс» — производство деревообрабатывающей техники.
- «Форма-Строй» — производство бетона, растворов, щебня, песка, ЖБИ.
- «Пларус» — переработка пластиковых изделий.
- «Барилла Рус» — кондитерское предприятие.
- «Полимерагро» — производство тары и упаковки для пищевой промышленности.
- «Сладкий орешек» — кондитерский завод.
- Завод Mercedes-Benz Manufacturing Rus — автомобильный завод

## Транспорт
- Железнодорожная станция Подсолнечная на линии «Москва — Санкт-Петербург» Октябрьской железной дороги, связывающая город с Тверью, Конаково, Клином, Зеленоградом, Химками, Москвой.

- Автобусное движение обеспечивает «Солнечногорское ПАТП» (филиал «Мострансавто»), также существуют маршруты до Клина, Зеленограда, Москвы (метро «Водный стадион»)[49].

- платная скоростная автомобильная дорога «Москва — Санкт-Петербург» М11 «Нева»[50].

- Автомобильная дорога «Москва — Санкт-Петербург» М10 Ленинградское шоссе.
- Автомобильная дорога Пятницкое шоссе Р111, связывающая город с московским районом Митино.
- Набережная Сенежского озера, примыкающая к городскому парку и пляжу.
- Екатерининский канал, соединяющий реки Сестру и Истру.

## Культура

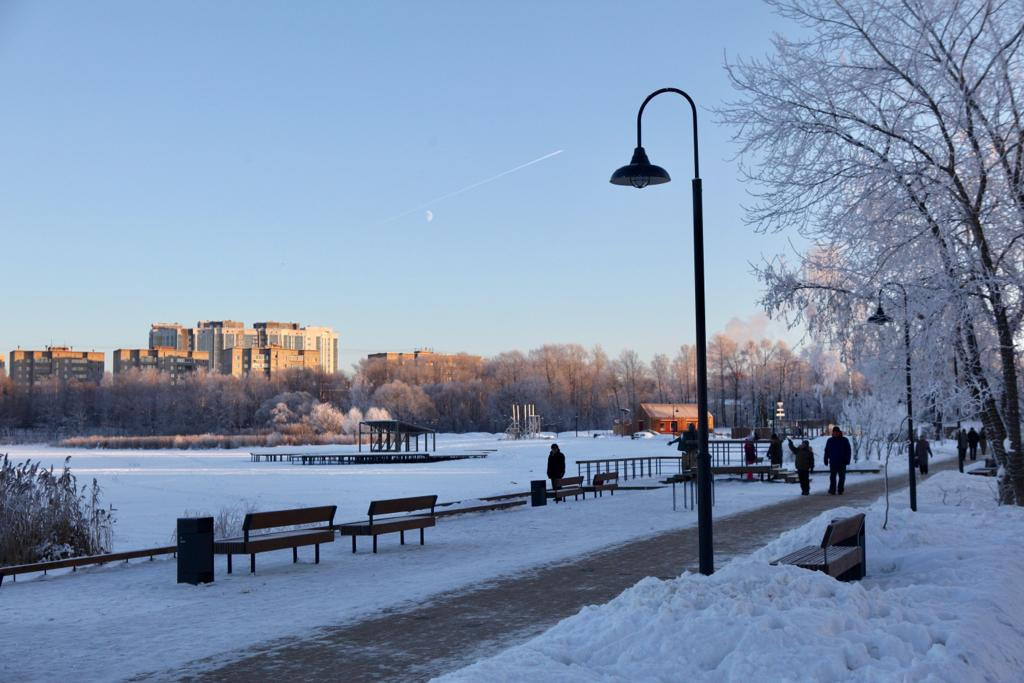
Набережная озера Сенеж в городе Солнечногорск в зимнее время

- Дом творчества и отдыха художников «Сенеж».
- Театр "Галатея"
- Дом культуры «Выстрел»[51].
- Музейно-выставочный центр «Путевой дворец»[52].
- Церковь Николая Чудотворца[53].
- Церковь Спаса Всемилостивого[54].
- Мечеть «Нурулла — Свет Аллаха»[55].
- Городской центр народного творчества и досуга «Лепсе»
- Арт-объект «Маяк»

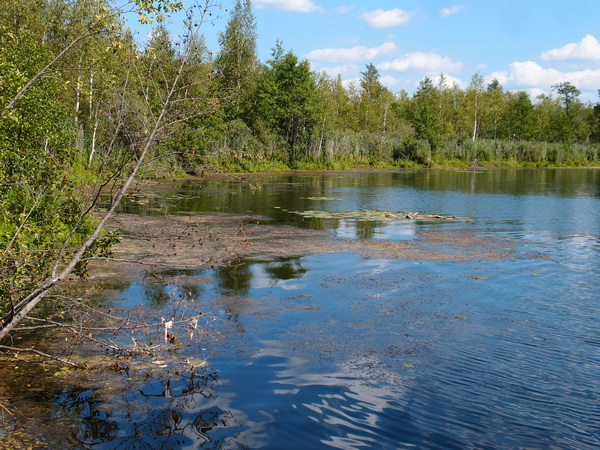
Бездонное озеро
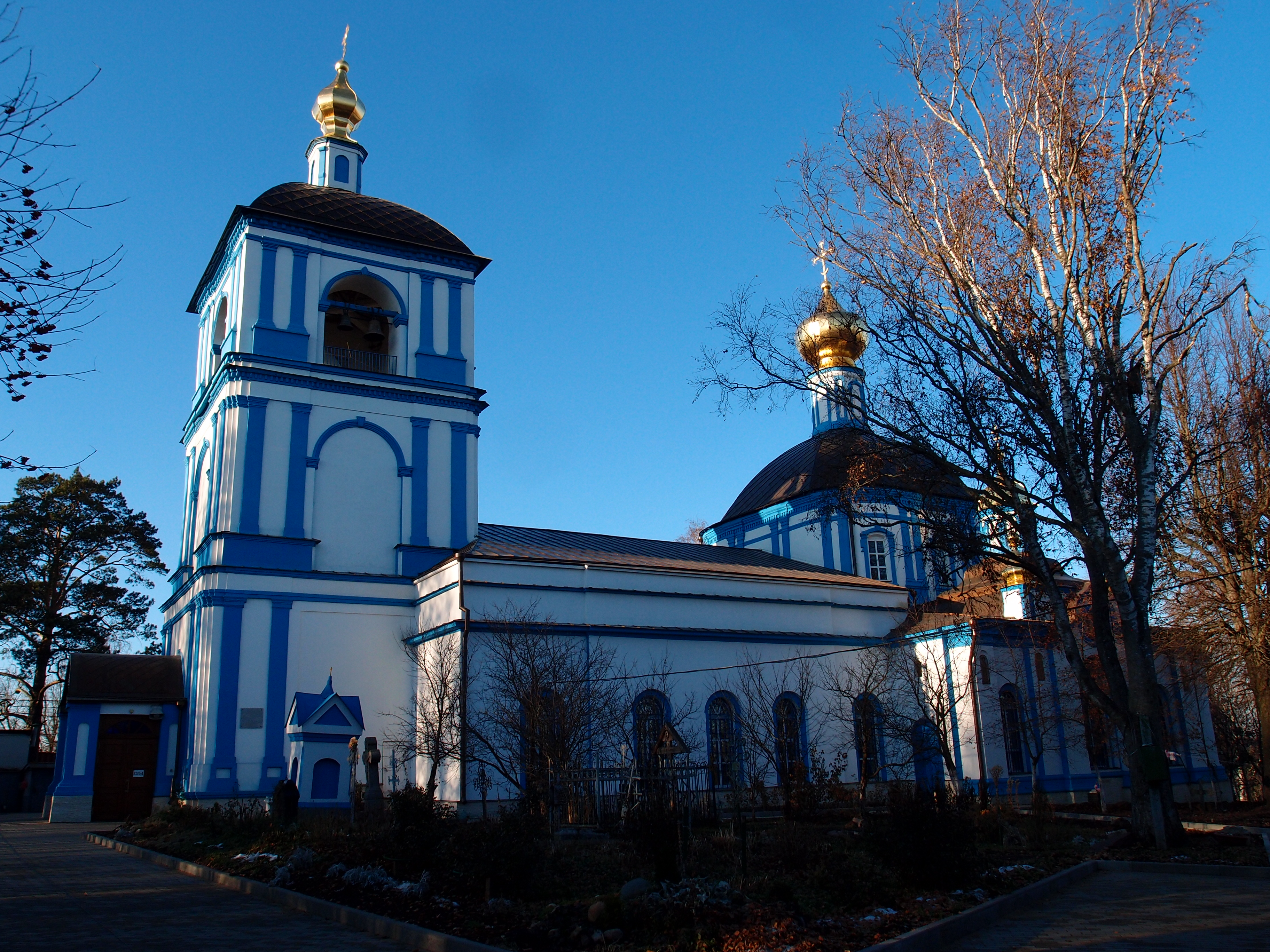
Церковь Успения Пресвятой Богородицы, Московская область, Солнечногорский район, деревня Обухово
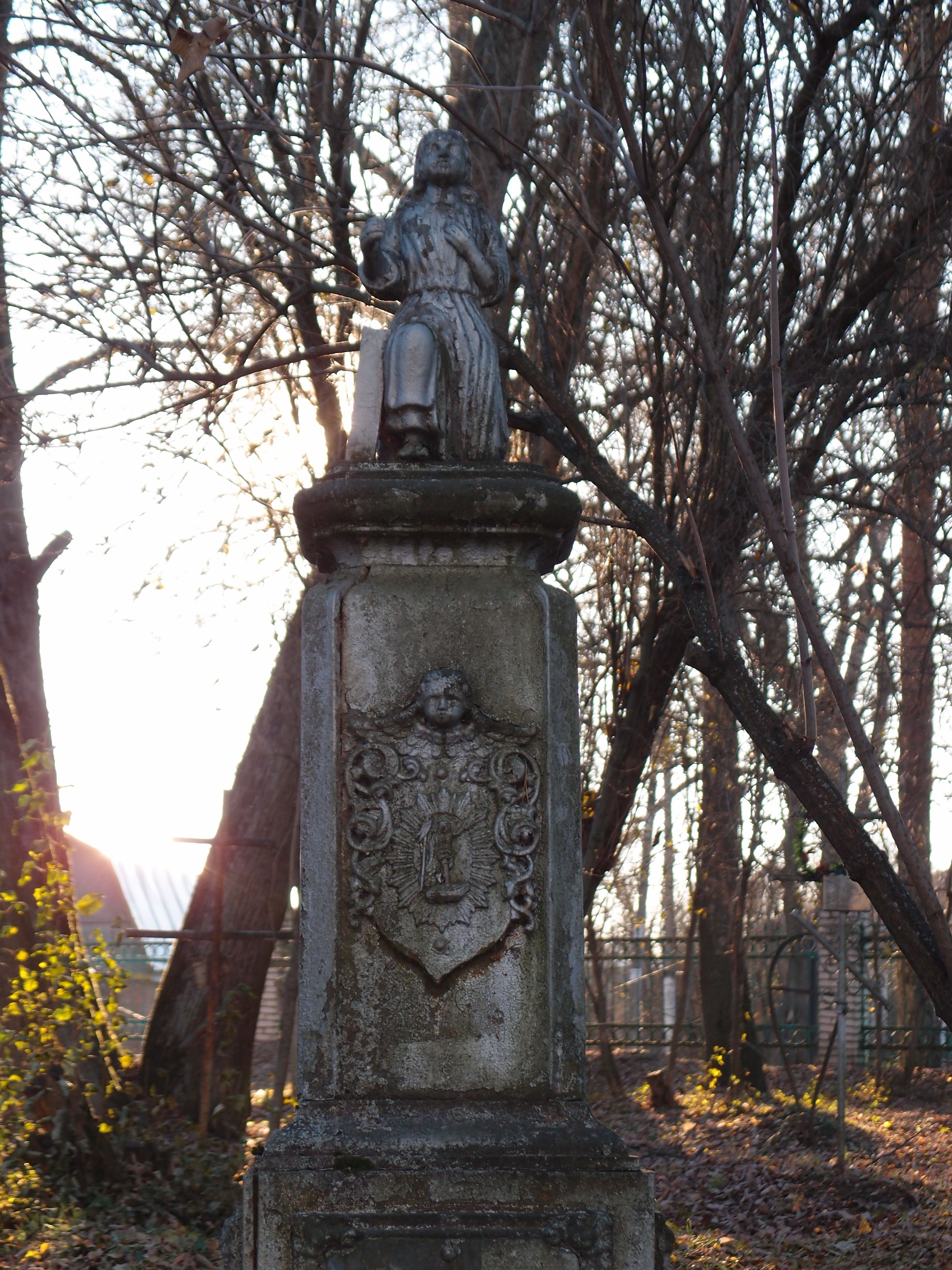
Церковь Успения Пресвятой Богородицы, Печальный камень у церкви в Обухово, Солнечногорский район,
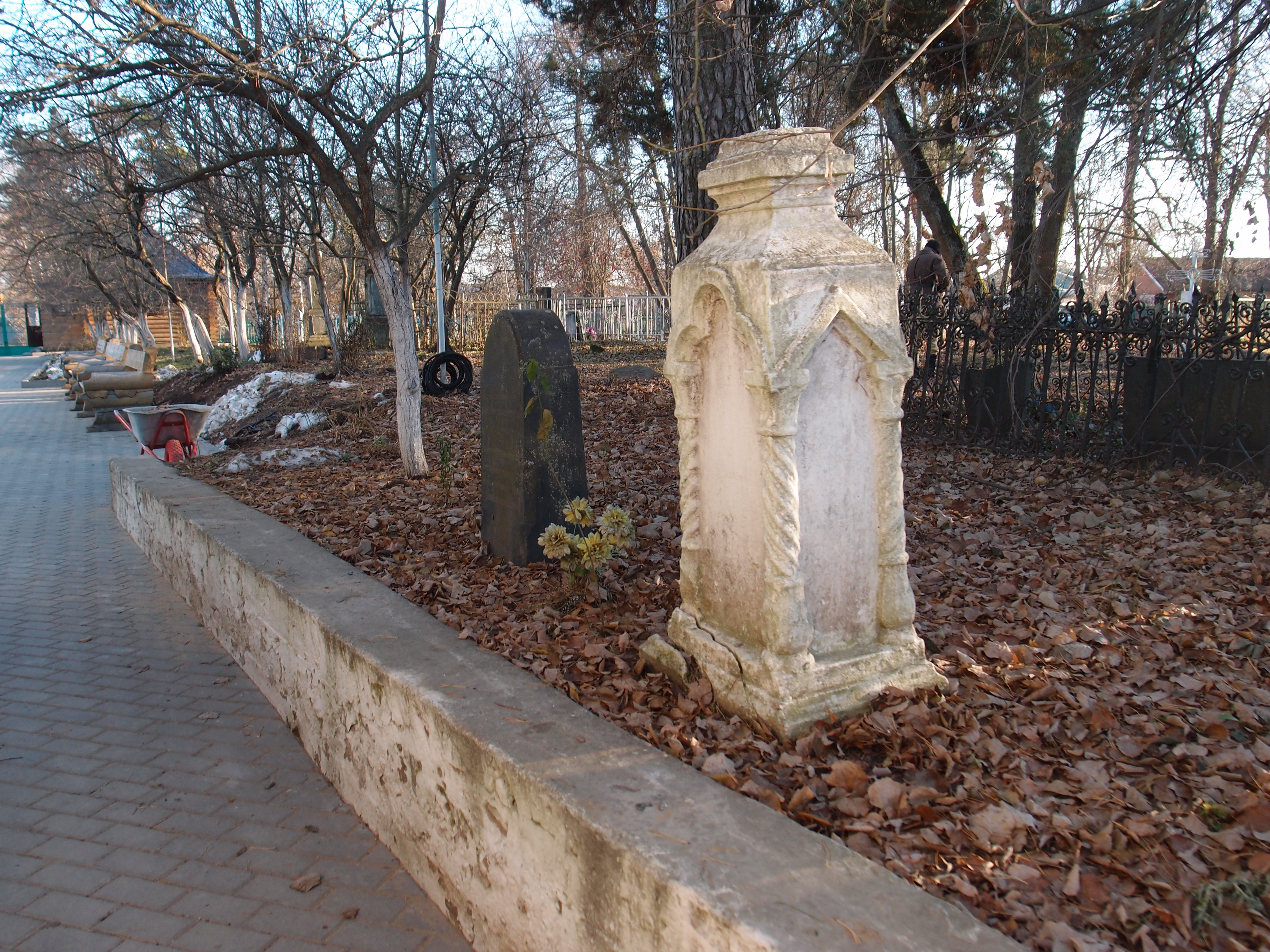
Церковь Успения Пресвятой Богородицы, Обухво
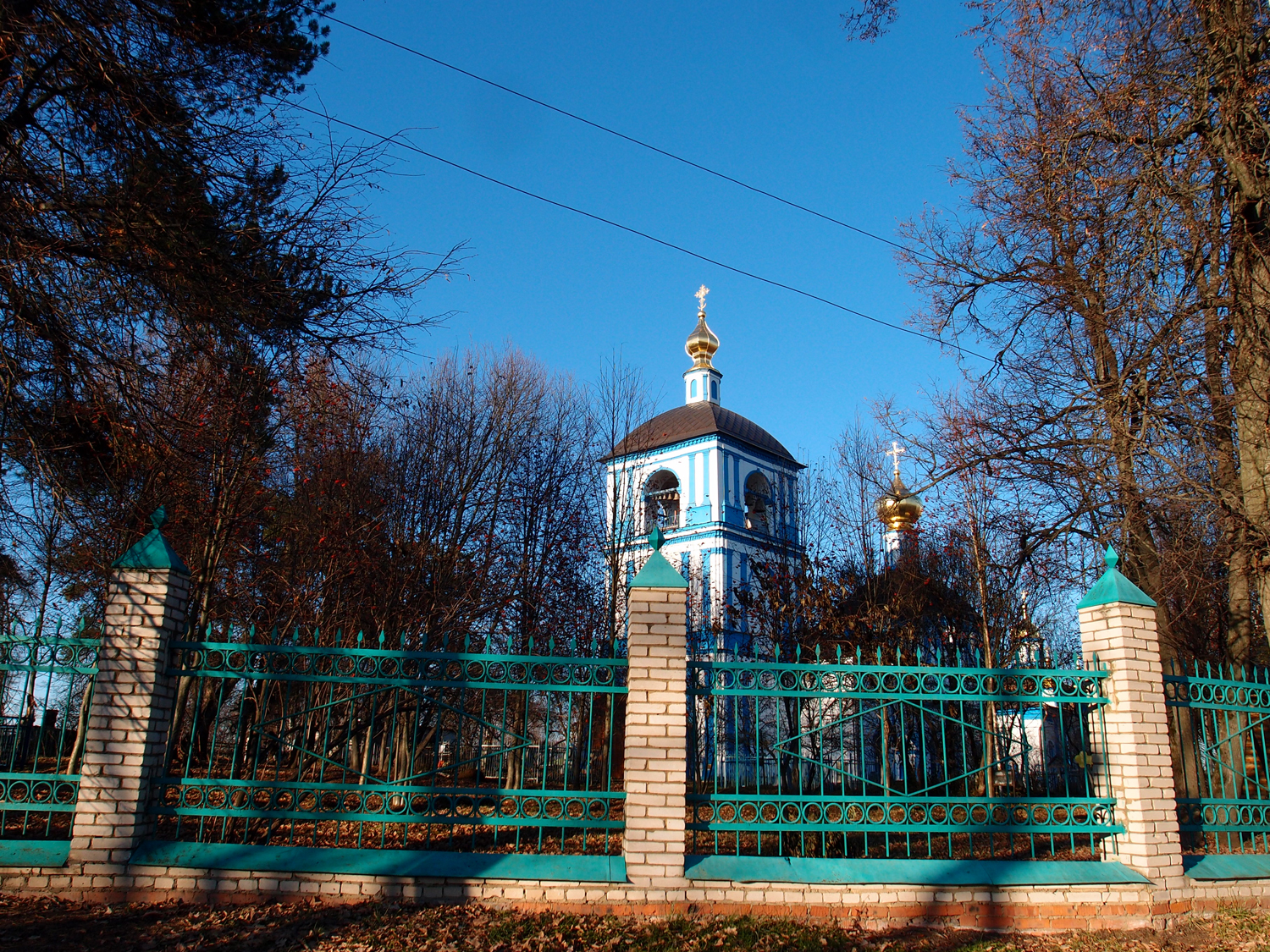
Церковь Успения Пресвятой Богородицы, Пятницкое шоссе, деревня Обухово дом 71
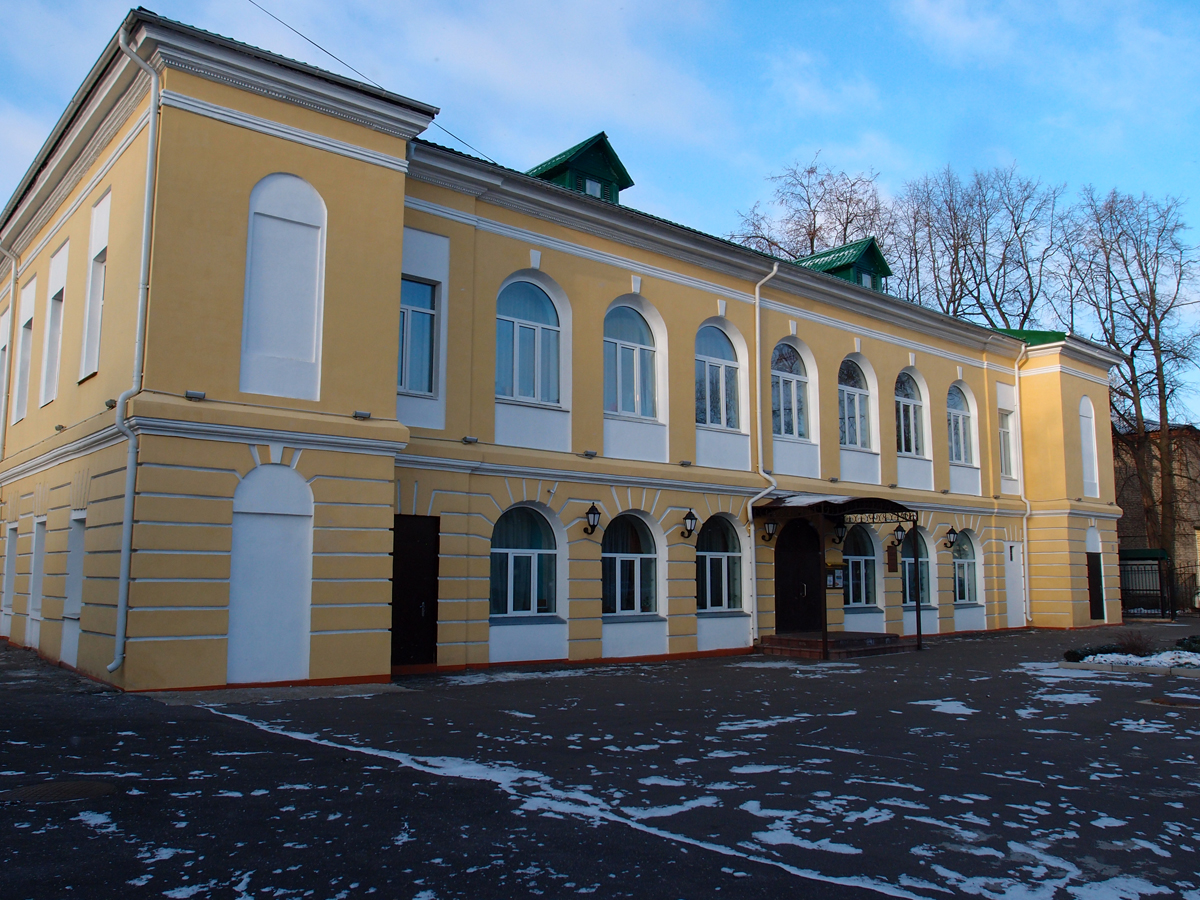
Дворец путевой, Солнечногорск
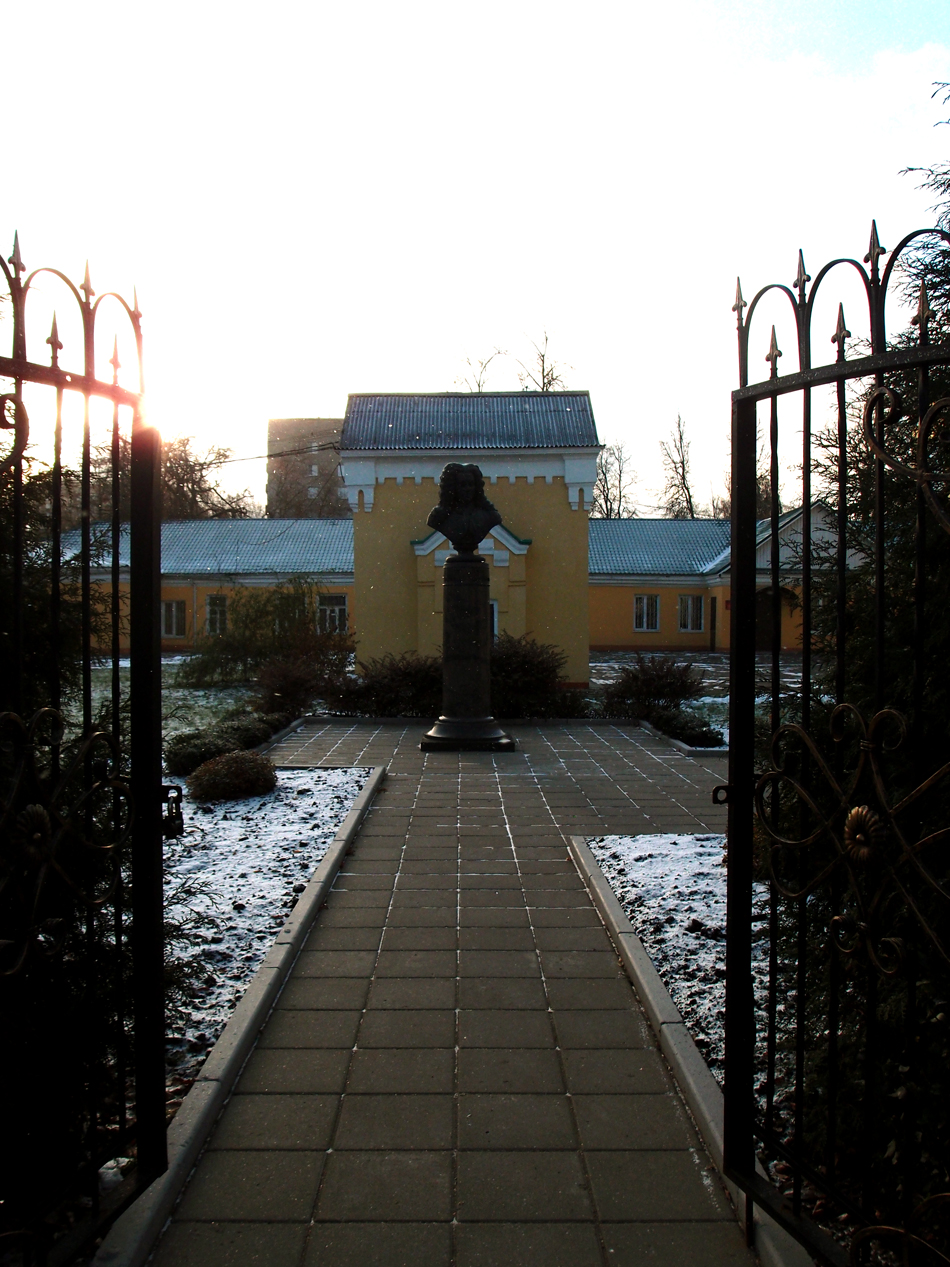
Вход в Дворец путевой, Солнечногорск
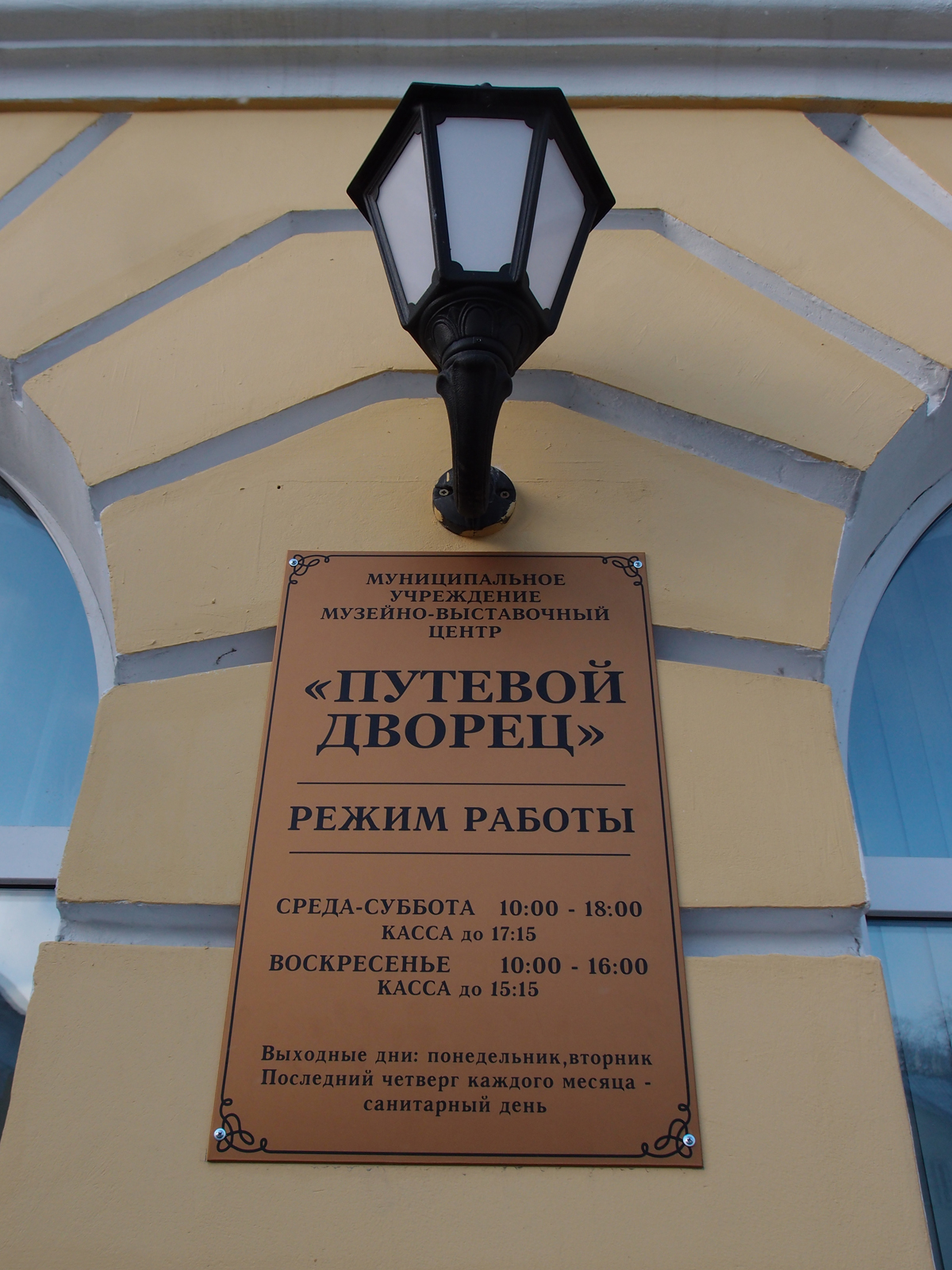
Путевой дворец, Солнечногорск
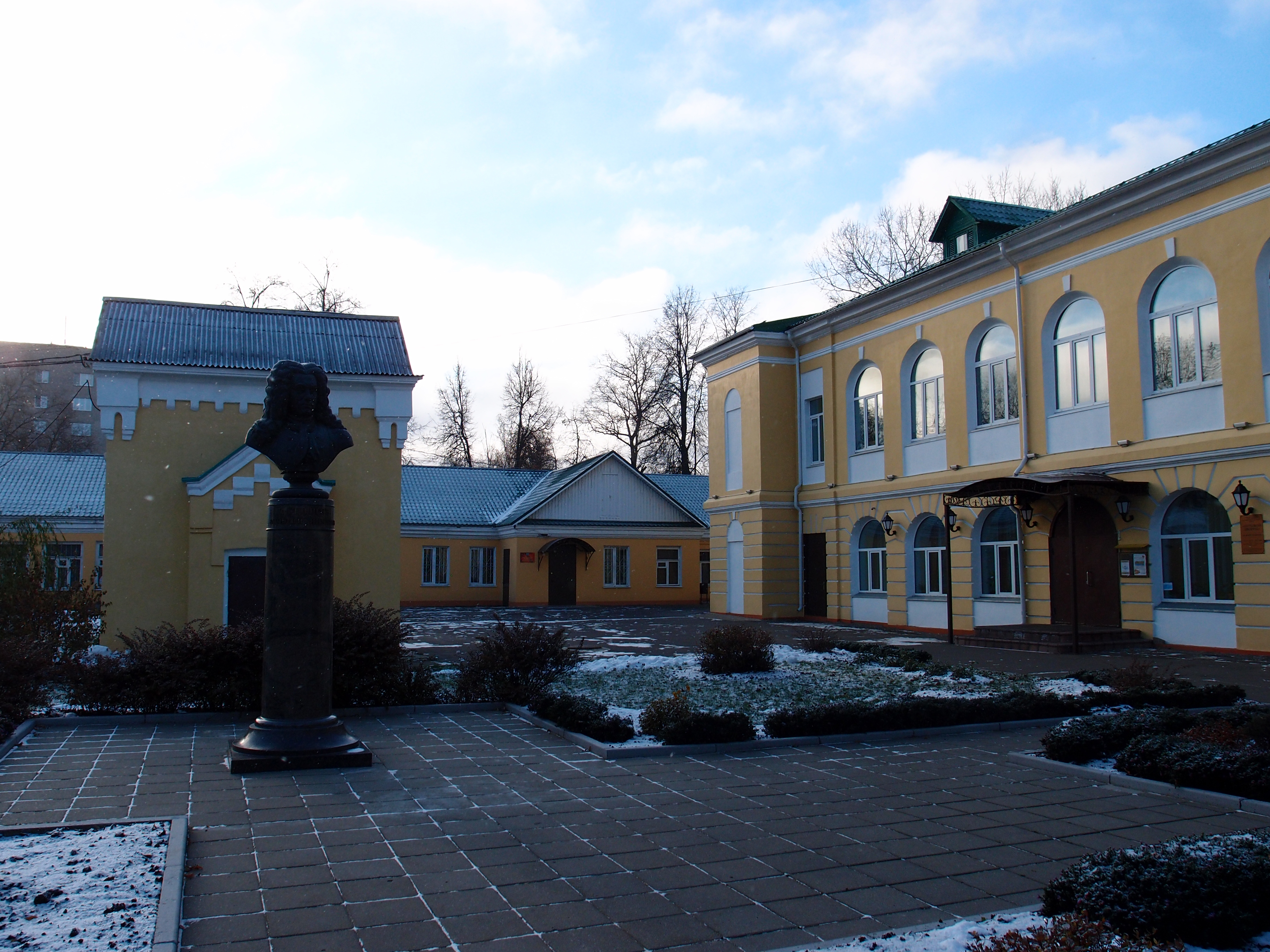
Дворец путевой, при входе памятник Татищеву, Солнечногорск
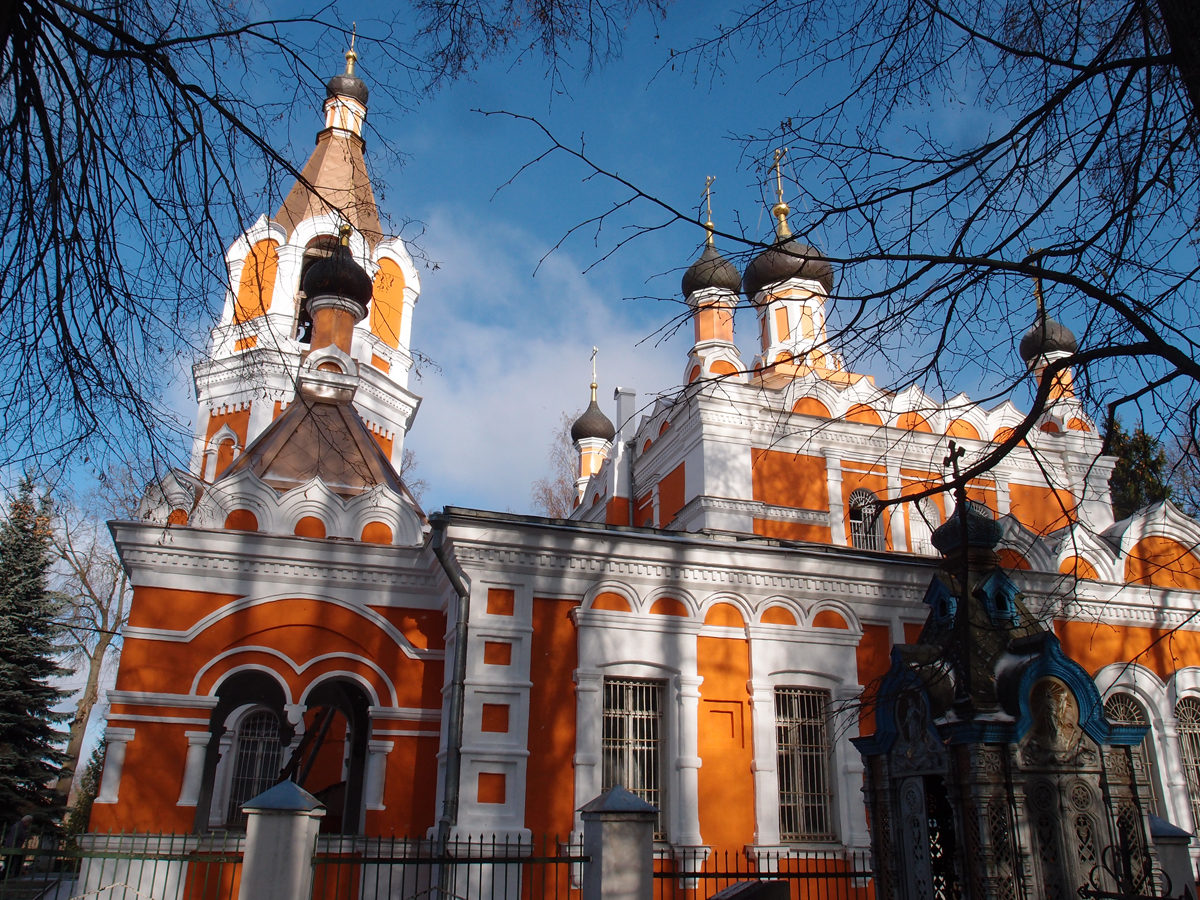
Часовня над могилой Глазунова А.И. находится рядом с Церковью Николая Чудотворца , Солнечногорск
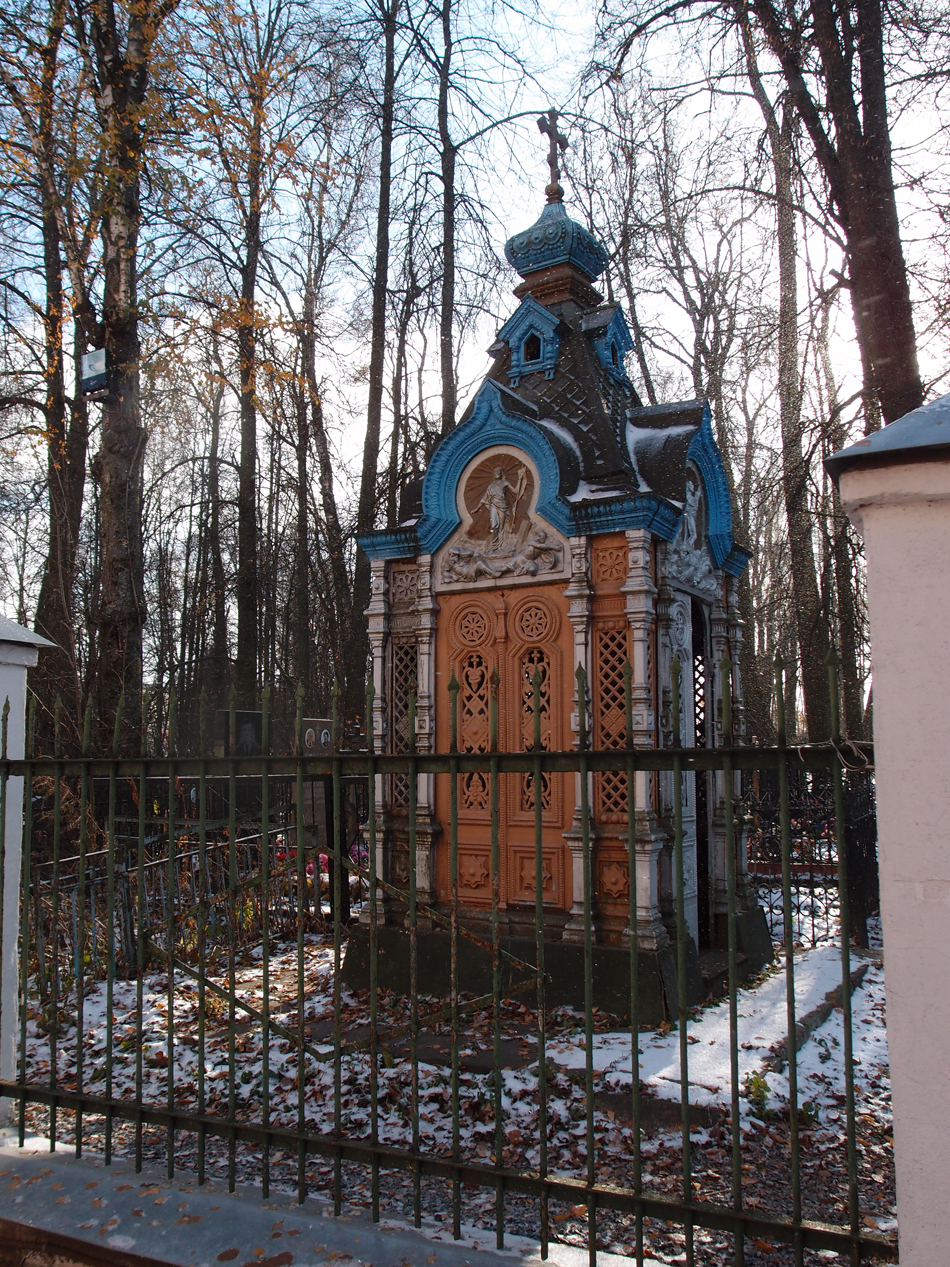
Часовня над могилой Глазунова А.И. в Солнечногорске
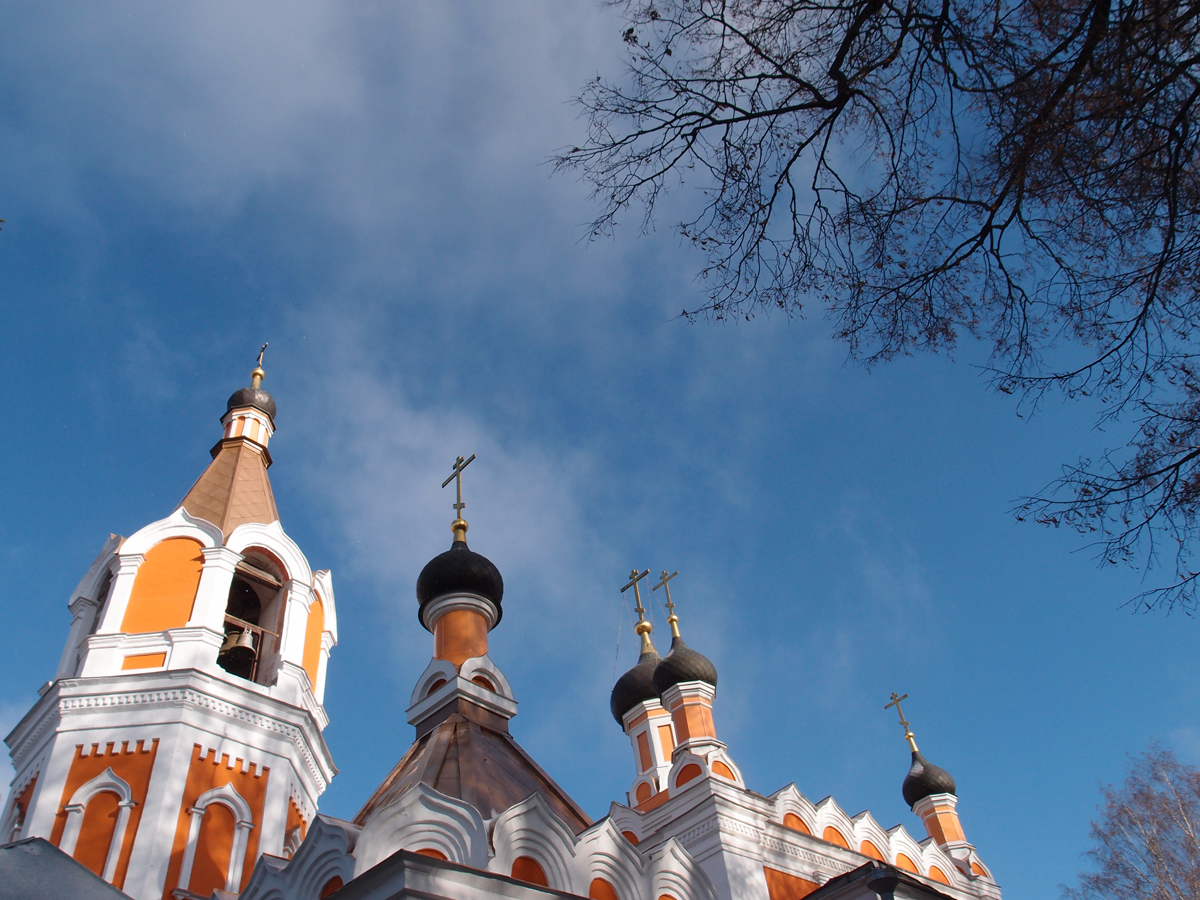
Купола Церкви Николая Чудотворца в Солнечногорске на улице Красной
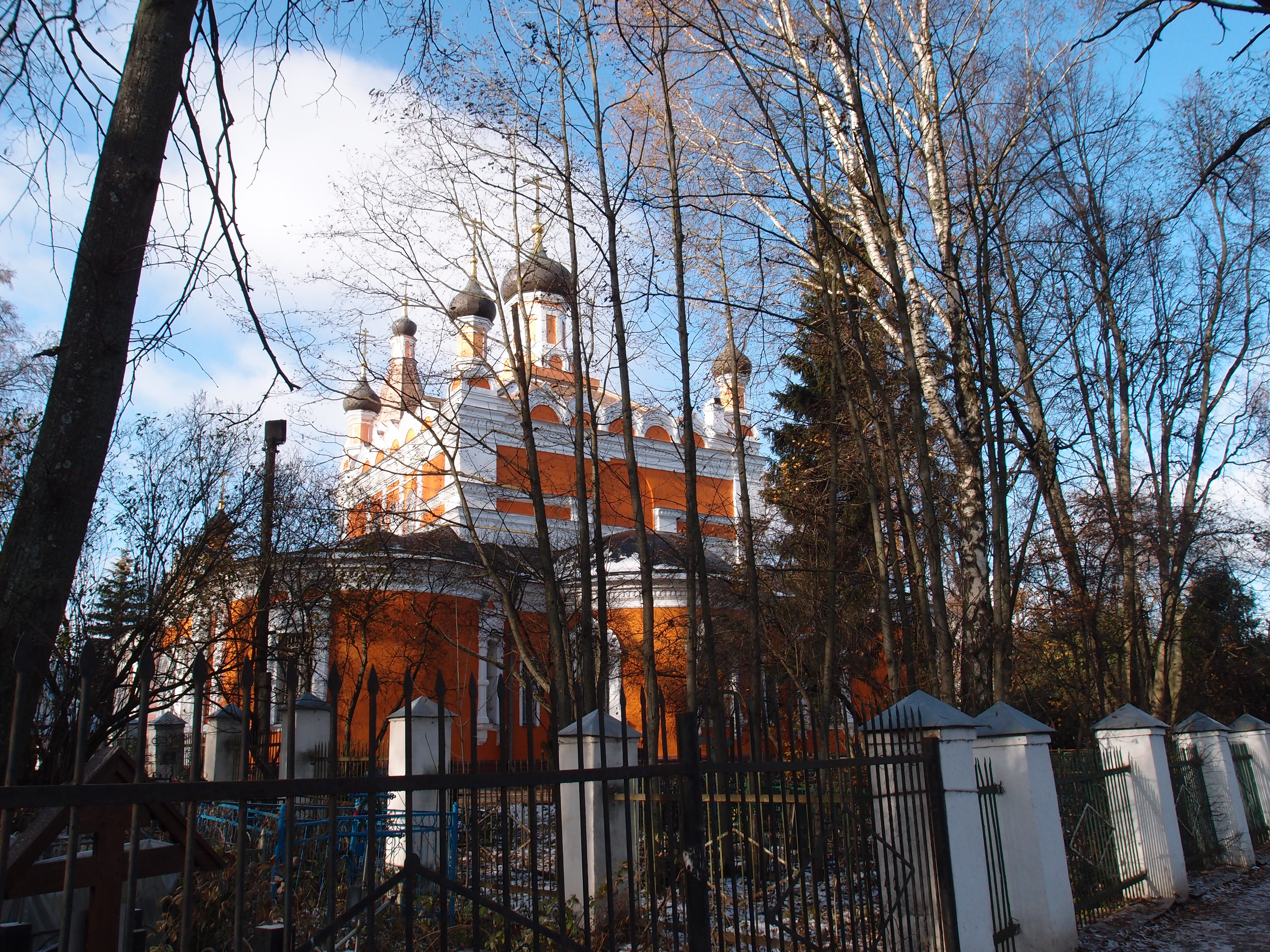
Церковь Николая Чудотворца виден с Ленинградского шоссе после листопада
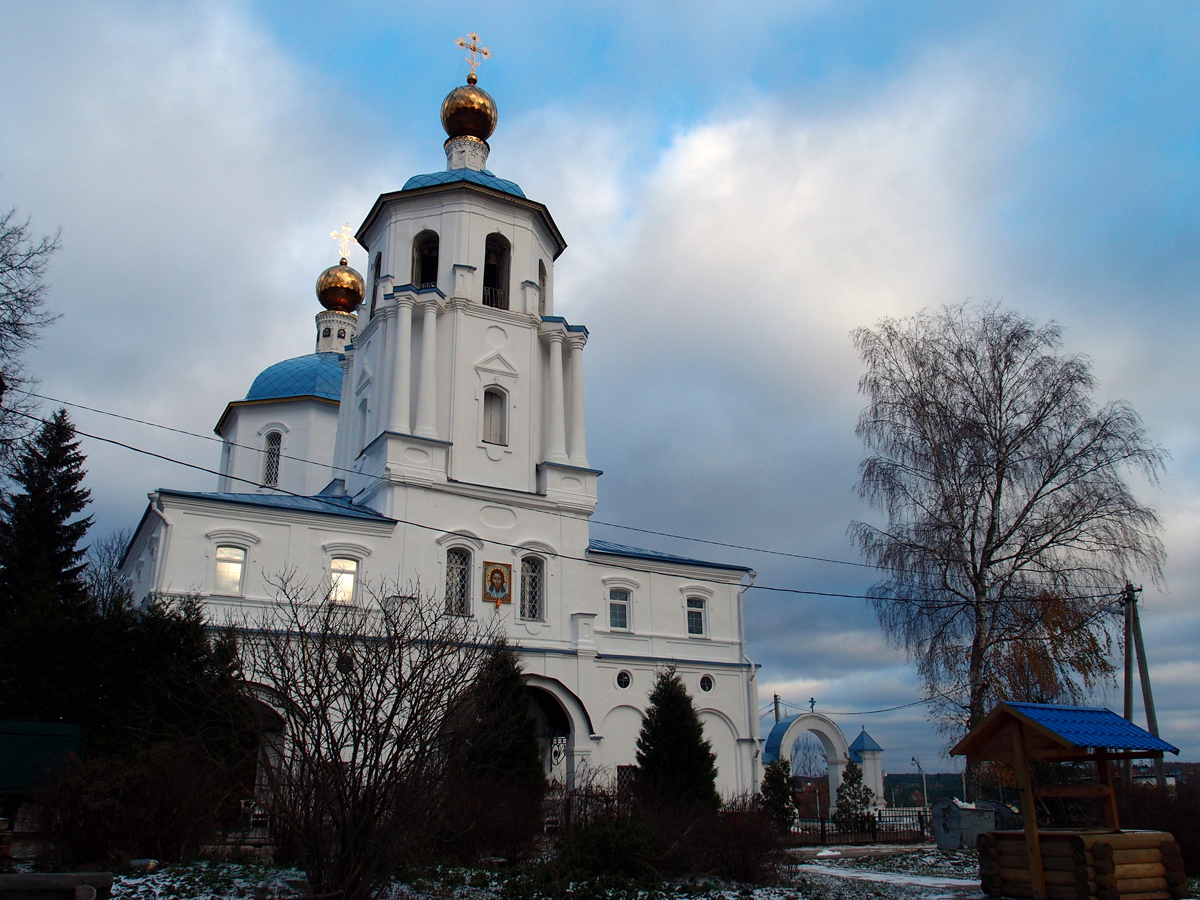
Церковь Спаса Всемилостивого, Солнечногорск
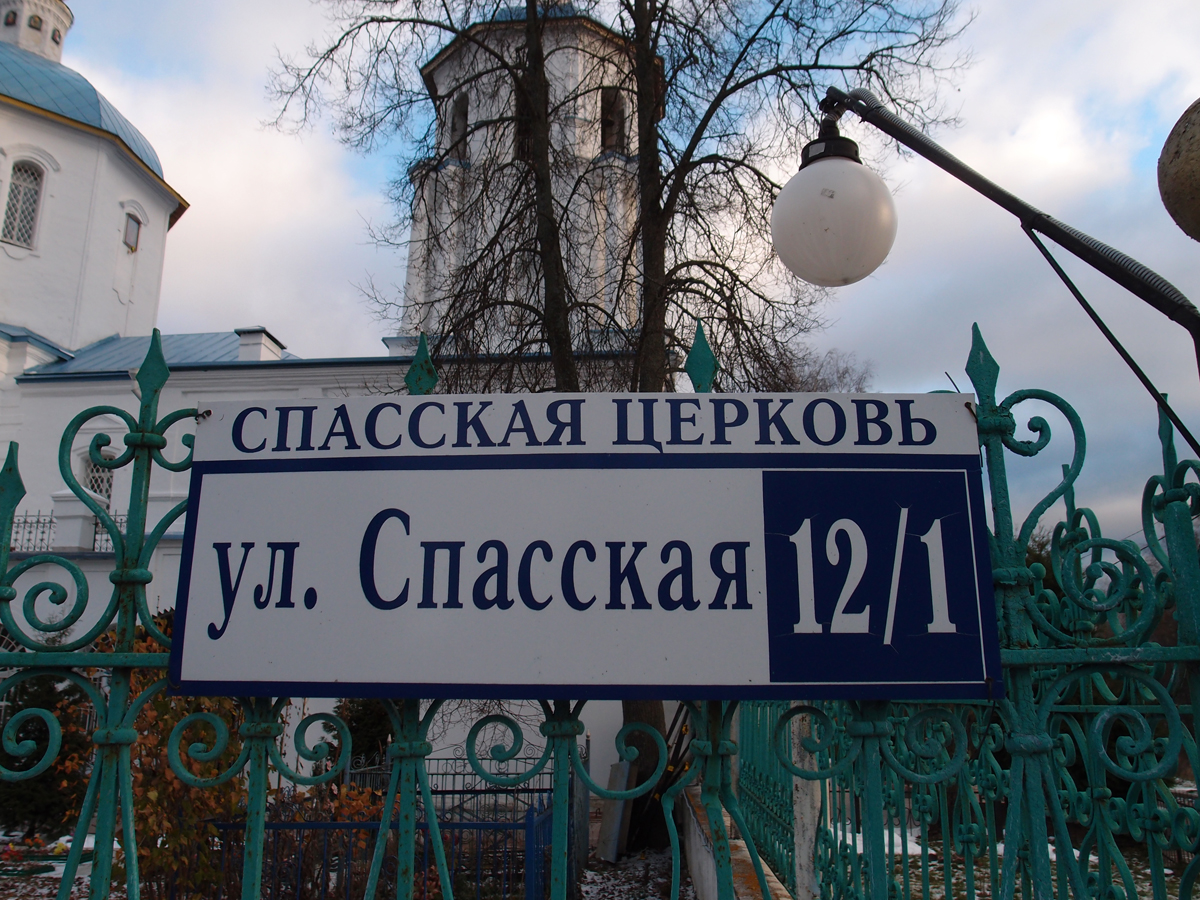
Церковь Спаса Всемилостивого
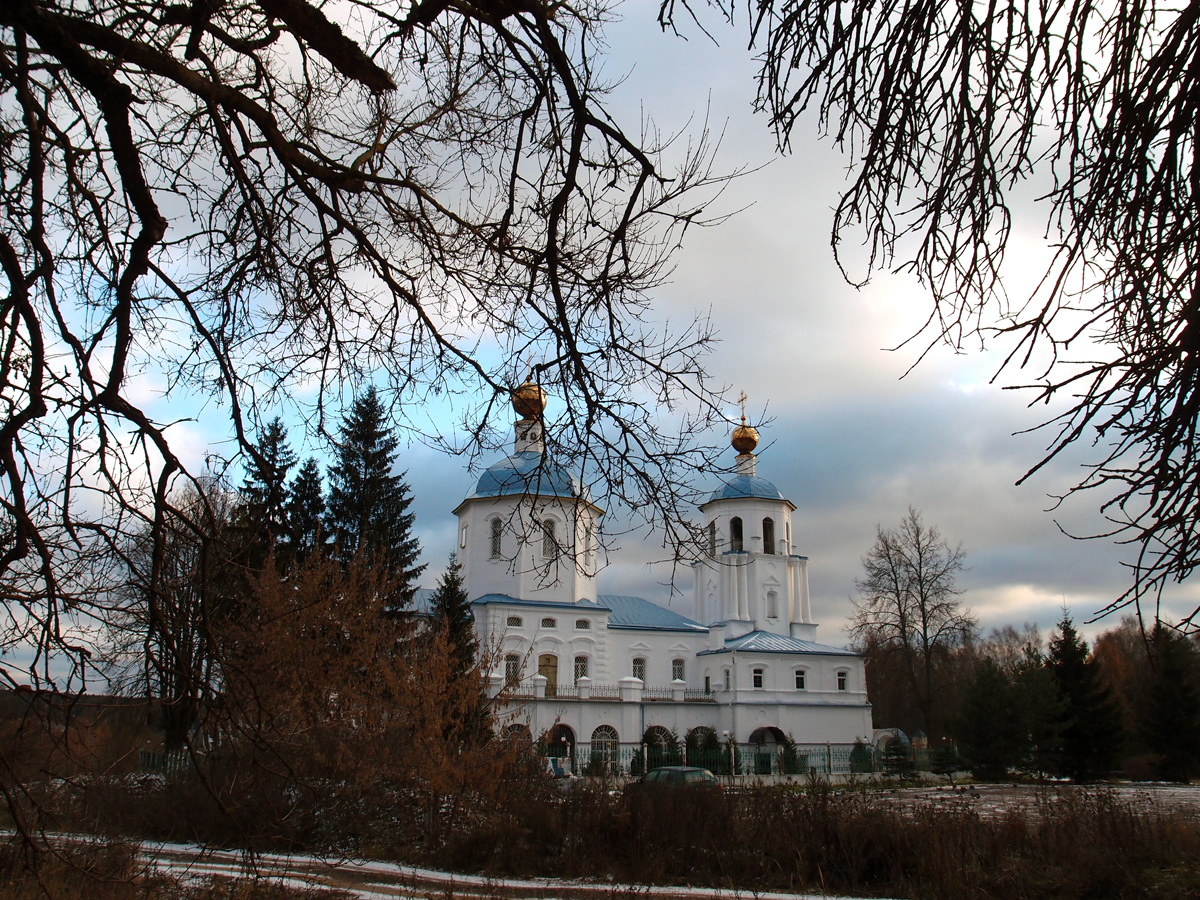
Церковь Спаса Всемилостивого, Солнечногорск
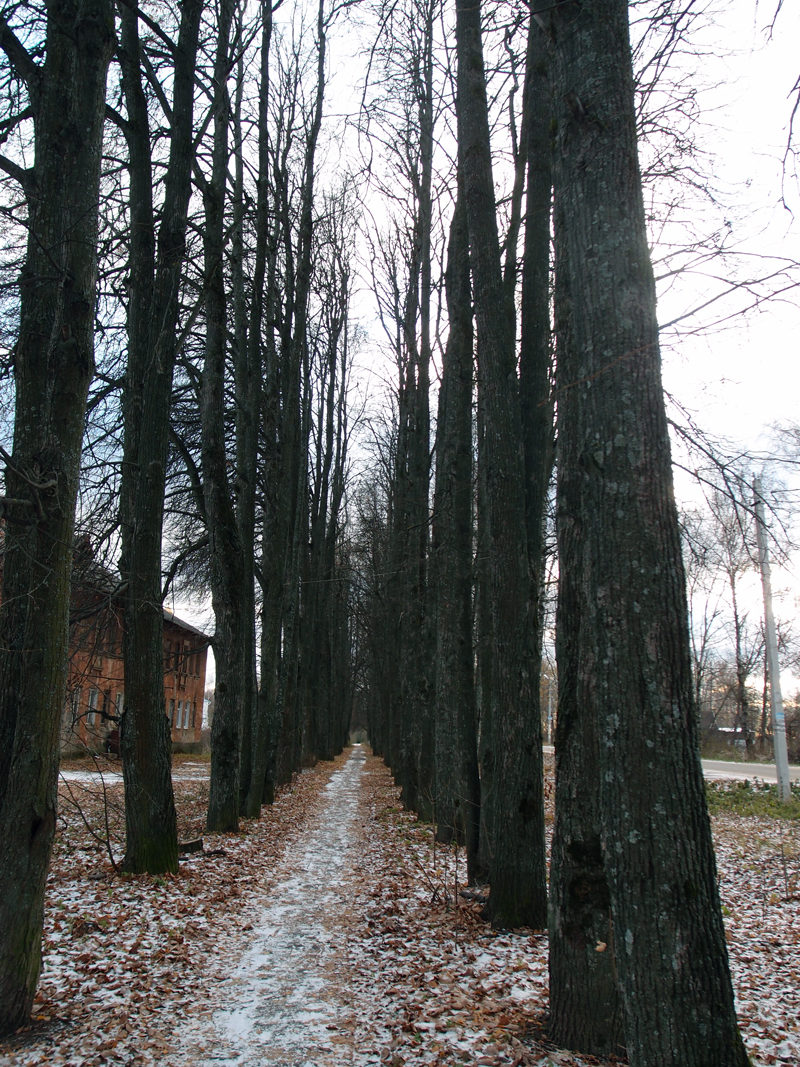
Дорога к храму Спаса Всемилостивого, Солнечногорск

## Достопримечательности

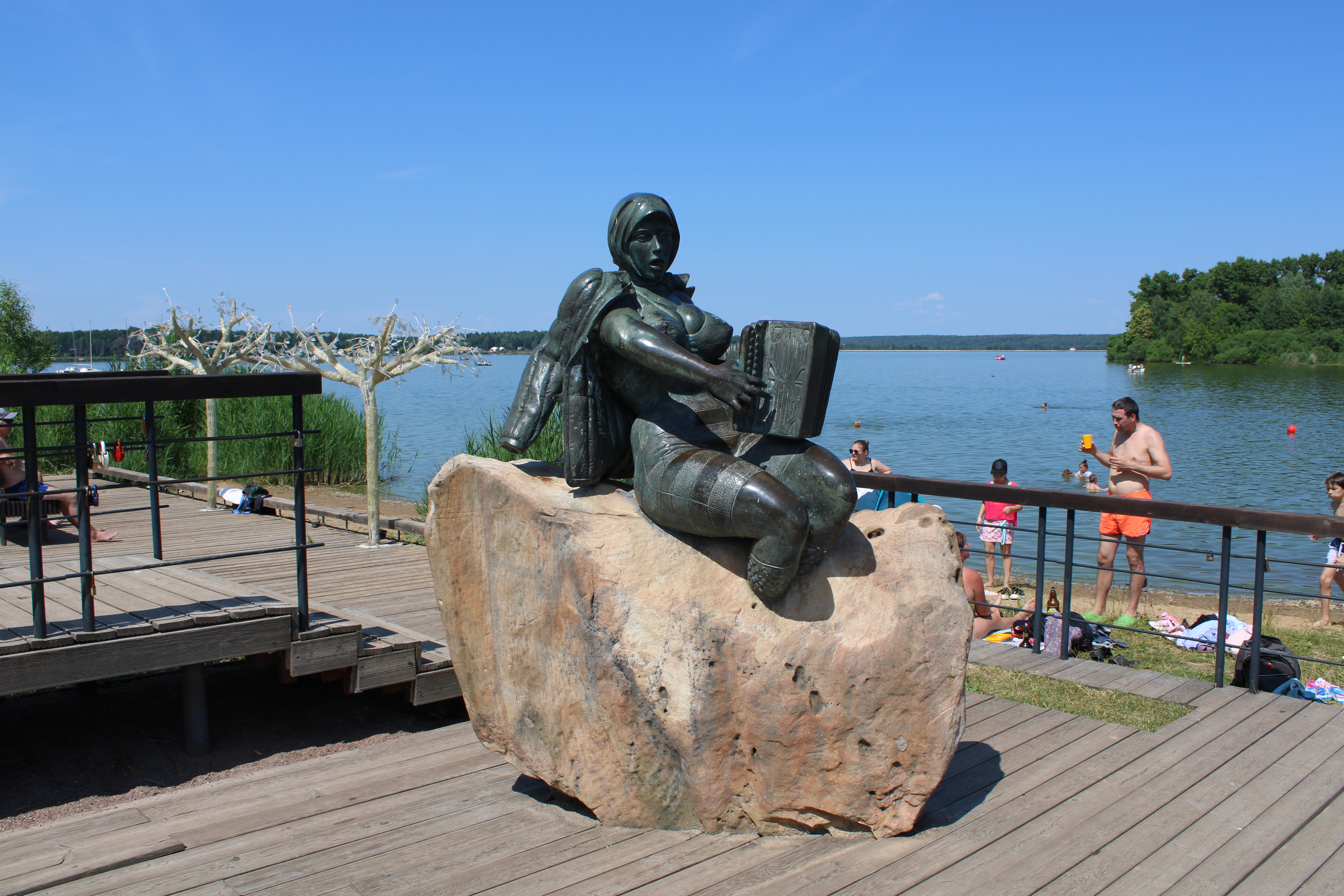
Скульптура «Солнечногорская русалка»

На набережной города стоит скульптура "Солнечногорская русалка", композиция появилась в 2008 году ко дню 70-летия Солнечногорска (скульптор А. Рукавишников). Русалка одета в косынку с телогрейкой, в руках гармонь, символизируя женщин, которые трудились на народных стройках в 30-е годы XX века. Памятник остался в дар городу после симпозиумов скульпторов (темами симпозиумов были: женщина, природа и водная стихия).

## Спорт
- Футбольный стадион «Металлург».
- Спортивный комплекс «Авангард».
- Дворец спорта «Олимп».
- Скейт-парк на набережной озера Сенеж.

## Города-побратимы
- Гагарин[61].
- Крупки[61].
- Смедеревска-Паланка[62].